# Eichholz (Steinheim)
Eichholz ist ein Stadtteil von Steinheim im Kreis Höxter, Nordrhein-Westfalen. Bis zur Eingemeindung 1970 war Eichholz unter dem Namen Vordereichholz eine selbständige Gemeinde im Amt Steinheim.

## Geschichte

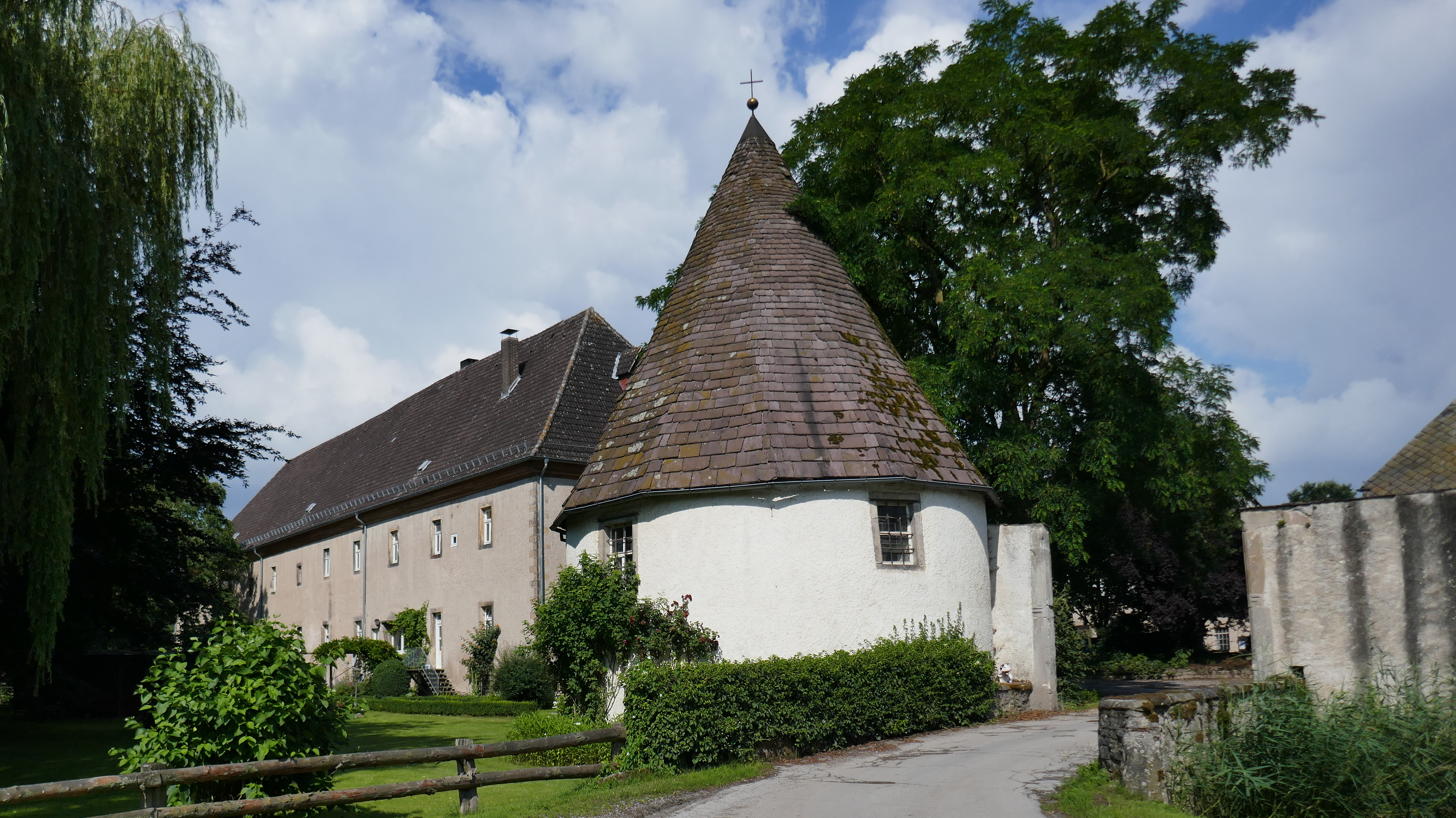
Gut Vordereichholz

Die beiden Rittergüter Vordereichholz und Hintereichholz gehörten bis zu den Napoleonischen Kriegen zum Amt Steinheim im Hochstift Paderborn. Von 1807 bis 1813 gehörten sie zum Kanton Steinheim des Königreichs Westphalen und lagen seitdem auf dem Gebiet der Gemeinde Vinsebeck. Im 20. Jahrhundert entstand östlich der beiden Güter an der heutigen Ostwestfalenstraße eine kleine Wohnsiedlung. Am 1. Januar 1964 wurde aus dem östlichen Teil der Gemeinde Vinsebeck (191 ha) unter Hinzufügung von Gebietsteilen der damaligen Gemeinden Bergheim (65 ha) und der damaligen Stadt Steinheim (11 ha) eine neue Gemeinde Vordereichholz gebildet, die bis 1969 zum Amt Steinheim im Kreis Höxter gehörte. Am 1. Januar 1970 wurde die Gemeinde Vordereicholz durch das Gesetz zur Neugliederung des Kreises Höxter  in die Stadt Steinheim eingegliedert, in der sie heute den Ortsteil Eichholz bildet.

## Bauwerke
Das Herrenhaus auf dem Rittergut Vordereichholz ist 1687 anstelle einer älteren Wasserburg errichtet worden, Bauherren waren die von Oeynhausen. Die Rundkapelle wurde 1658 in einem ehemaligen Torturm eingerichtet und geweiht; sie ist mit einem Barockaltar ausgestattet. 1737 starb der hiesige Familienzweig der Oeynhausen aus und das Gut wurde verpachtet. Es folgten die von der Lippe zu Vinsebeck und ab 1765 bis 1953 die Grafen Wolff-Metternich zu Vinsebeck. Der landwirtschaftliche Betrieb mit dem Herrenhaus gehört seither der früheren Verwalterfamilie Lödige.
Das Rittergut Hintereichholz wurde nach einer Erbteilung von 1612 ebenfalls von den Oeynhausen erbaut, die hier 1716 ausstarben. Es folgten die von Weichs zur Wenne und 1953 im Zuge der Bodenreform die Familie Türich. Das malerische Fachwerk-Herrenhaus hat einen vorgesetzten Turm und ein Renaissanceportal von 1674. Es gibt auch eine Würfel-Sonnenuhr.

## Sport
Die Sportvereinigung Eichholz bietet Angebote im Breitensport. Darüber hinaus existiert der Tischtennisclub Eichholz.
Durch den Ort verläuft der Europaradweg R1.

## Veranstaltungen
Alljährlich veranstalten Jugendliche das Deichfest, eine Open-Air-Veranstaltung mit Tanz und Musik.

## Öffentliche Einrichtungen
In Eichholz gibt es eine Löschgruppe, die zum Löschzug 2 der Freiwilligen Feuerwehr Steinheim gehört.